# Gäserudsstugan
Gäserudsstugan är en gård i Håbols socken, Dals Eds kommun. Byggnaden, som uppfördes under 1600-talet och huvudsakligen fick sitt nuvarande utseende under 1700-talet, är byggnadsminne sedan den 18 oktober 1976. Skyddsföreskrifterna omfattar stugans exteriör och interiör, samt tillhörande markområde. Gården är stamgård för Håbols- och Bågenholmssläkterna och utgör sedan år 1933 Håbols hembygdsgård.

## Historia
Gäserudsstugan är en av Dalslands äldsta profana träbyggnader. Den uppfördes under slutet av 1600-talet och står kvar på ursprunglig plats. Stugan är byggd som en enkelstuga i ett plan. Enligt traditionen tillbyggdes den år 1703 och erhöll då parstugans planlösning samt försågs med tegeltak. Vid ombyggnader på 1700-talet förstorades kammaren genom en utbyggnad av mittpartiet mot norr och huset påbyggdes med en halv våning. Husets beklädnad av lockpanel torde även ha tillkommit då. Stugan fick i huvudsak sitt nuvarande utseende före 1700-talets mitt. Taktäckningen, ursprungligen troligen torv, har dock i senare tid bytts ut mot tegel. En tillbyggnad mot norra sidan utfördes någon gång under första hälften av 1800-talet.
Gården Gäserud har varit i samma släkts ägo sedan 1600-talet. Hemmanet Gäserud ägdes vid sekelskiftet 1700 av tullaren Erik Olofsson. År 1703 övertogs gården av sonen, sedermera riksdagsmannen, Måns Eriksson och svärsonen skräddaren Per Bryngelsson, som senare antog namnet Bågenholm. Gårdens ägare under 1700-, 1800-, och 1900-talen har varit ättlingar till denne.
Gäserudsstugan beboddes fram till år 1931, då en ny manbyggnad uppfördes strax väster om fädernegården. År 1931 inköptes Gäserudsstugan med tomtområde av Håbols hembygdsförening. Hembygdsföreningen ombesörjde en upprustning av byggnaden 1932–1933. I köpet ingick även den säregna, ålderdomliga gärdesgårdsmuren som kringgärdar den södra gårdsplanen. Till hembygdsmuseet flyttades under 1930–1940-talen en timrad parloge, samt en stolpbod, båda från 1700-talets senare hälft.
Gäserudsstugan genomgick åren 1932–1933 en omfattande restaurering. Byggnaden höjdes och erhöll en ny grund av huggen sten. Lockpanelen utbyttes och beströks med brun impregneringsfärg till viss del uppblandad med grå antikfärg. Nya fönster insattes och i instugan utbyttes det västra och norra fönstret mot mindre tvåluftsfönster, fyra rutor breda och två rutor höga. Taket omlades till torvtak, vilket under senare år har utbytts mot ett enkupigt tegeltak. Detsamma gäller skärmtaket ovan dörren.
På 1920-talet fanns det från Nordiska museets sida planer på att flytta Gäserudsstugan till Skansen i Stockholm, vilket sockenborna motsatte sig och på sockenstämman beslöt att socknen skulle köpa stugan. Riksantikvarien Sigurd Curman övertygades om att stugan skulle bevaras på ursprunglig plats. Gäseruds hembygdsförening bildades år 1929 med uppgift att ta hand om gården och Gäserudsstugan invigdes som Håbols hembygdsgård år 1933.

## Beskrivning
Byggnadsminnet Gäserudsstugan omfattar mangårdsbyggnaden Gäserudsstugan med omgivande tomtområde, som ägs av Håbols hembygdsförening. Inom området finns en timrad parloge samt en stolpbod, båda från 1700-talets senare hälft och av hembygdsföreningen hitflyttade under 1930-1940-talen. På området finns även den säregna, ålderdomliga gärdesgårdsmuren och stockhägnaden som kringgärdar den södra gårdsplanen. Stockhägnaden är numera unik i sitt slag. Den har tidigare haft motsvarigheter även i andra landskap.
Byggnaden ligger i nord–sydlig riktning och har en i huvudsak symmetrisk uppdelning. Södra fasaden har fyra fönsteraxlar med två fönster och dörr i bottenvåningen samt fyra fönster i övervåningen. Dörren är en enkel plankdörr och över denna finns ett utskjutande skärmtak av trä. Takfallet har hängrännor av trä. Fasaden indelas av fyra knutlådor. Norra fasaden har, inklusive tillbyggnaden, fem fönsteraxlar och indelas med sex knutlådor. Östra gaveln har en cirka en meter hög gråstensgrund med en källardörr.
Stolpboden/härbret har stomme av bilat liggtimmer, väggarna har en viss lutning utåt räknat nedifrån och uppåt. Härbret står på stolpar som huggits till en avsmalnande form uppåt, mellan dessa och syllstocken ligger 1-2 dm tjocka stycken av grövre timmerstockar som hinder för möss. Sadeltaket har flack lutning och täcks av torv. En intressant detalj är en gammal smäcker upphängning av en stigbräda framför ingången. En enkel klockstapel är fäst mot härbret. Platsen framför Gäserudsstugan används årligen för andakter sommartid.

## Håbols- och Bågenholmssläkterna
Håbols- och Bågenholmssläkterna stammar från gården i Gäserud.